# Мансано, Мигель
Мигель Мансано Саенс (исп. Miguel Manzano Saenz) (14 сентября 1907, Гвадалахара, Халиско, Мексика — 21 января 1992, Мехико, Мексика) — мексиканский актёр эпохи «Золотого века мексиканского кинематографа», внёсший значительный вклад в развитие мексиканского кинематографа — 182 работы в кино.

## Биография
Родился 14 сентября 1907 года в Гвадалахаре в актёрской семье — отец актёр Хулио Мансано, мать актриса Конча Саенс. Также в семье было две девочки — Вирхиния и Селия. Дебютировал в начале 1930-х годов как театральный актёр, а в 1937 году дебютировал как актёр кино в фильме «Мучение», и с тех пор снялся в 179 работах в кино и теленовеллах, став актёром эпохи «Золотого века мексиканского кинематографа». Чуть позднее актёр возглавил один из театров, начиная с 1960-х годов актёр приступил к съёмкам в мексиканских теленовеллах, продолжая активно работать в театре и кино. Самым известным телесериалом с участием актёра, является культовый телесериал «Никто кроме тебя», где он сыграл роль Даниэля Саманьего, после исполнения которой он стал известен во многих странах мира. Актёр был 5 раз номинирован при жизни, и один раз посмертно на премии TVyNovelas и «Ариэль», однако ему удалось победить лишь однажды в 1985 году в премии «Ариэль» за лучшую мужскую роль.
В последние годы жизни актёр страдал от закупорки кишечника, также от проблем с сердцем и от почечной недостаточности. От последнего диагноза он и скончался 21 января 1992 года в Мехико.

## Фильмография
- Golpe de suerte (1992)
- Playback (1992) … короткометражка
- Я покупаю эту женщину (сериал, 1990) Yo compro esa mujer … Diego Álvarez
- El inocente y las pecadoras (1990)
- Los rateros (1989)
- Белое и чёрное (сериал, 1989) Lo blanco y lo negro … Don Carlos
- Изнасилование (1989) Violación
- Король таксистов (1989) El Rey De Los Taxistas
- Noche de buitres (1988) … (в титрах: Don Miguel Manzano)
- Destrampados en Los Angeles (1987)
- La ruletera (1987) … (в титрах: Don Miguel Manzano)
- El cafre (1986)
- La pulquería ataca de nuevo (1985)
- Никто кроме тебя (сериал, 1985) Tú o nadie … Daniel Samaniego
- Ты — моя судьба (сериал, 1984) Tú eres mi destino … Don Fausto (1984)
- Las glorias del gran Púas (1984)
- Teatro Follies (1983) … Don Nacho
- Лола-дальнобойщица (1983) Lola la trailera … Lola’s Father
- Burdel (1982)
- Тысяча обычаев (1981) El mil usos
- Анхела Моранте, преступление или самоубийство? (1981) Ángela Morante, ¿crimen o suicidio? … Director de la voz
- Большая вода (1980) Las grandes aguas … Doctor Urbiola
- Дикое сердце (сериал, 1977) Corazón salvaje … Noel
- Бандиты с замерзшей реки (сериал, 1976) Los bandidos del río frío … Licenciado Olañeta
- Министр и я (1976) El ministro y yo … Ministro, don Antonio
- Беззащитный (сериал, 1975) Lo imperdonable … Dr. Reina
- Симон Бланко (1975) Simon Blanco … Don Pablo
- Треугольник (сериал, 1974) La tierra
- Рождественская песня (ТВ, 1974) Canción de Navidad … Jacobo Marley, socio de Scrooge
- Первая любовь (1974) El primer amor
- Письмо без адреса (сериал, 1973) Cartas sin destino
- Мы, бедные (сериал, 1973) Nosotros los pobres
- В тумане (сериал, 1973) Entre brumas … Charlie
- Diamantes, oro, y amor (1973)
- Близнецы (сериал, 1972) Las gemelas
- Свадебная фата (сериал, 1971) Velo de novia
- Итальянка собирается замуж (сериал, 1971) Muchacha italiana viene a casarse … Vicente
- Есения (сериал, 1970) Yesenia
- Quinto patio (1970) … Don Roberto Monroy
- Конституция (сериал, 1970) La constitución … Don Porfirio Díaz
- Ростовщик (сериал, 1969) El usurero … Don Francisco
- El día de las madres (1969) … Don Luis
- Легенды Мексики (сериал, 1968) Leyendas de México
- Женская тюрьма (сериал, 1968) Cárcel de mujeres
- El bastardo (1968)
- Шторм (сериал, 1967) La tormenta … don Alfonso
- Caballos de acero (1967)
- Его превосходительство (1967) Su excelencia … Don Serafín Templado, secretario
- Rancho solo (1967)
- Любовь и высокомерие (сериал, 1966) Amor y orgullo
- Дикое сердце (сериал, 1966) Corazón salvaje … Noel
- Pacto de sangre (1966)
- La mano que aprieta (1966) … Inspector Saldivar
- Наш посёлок (сериал, 1965) Nuestro barrio
- Ложь (сериал, 1965) La mentira
- Грозовой перевал (сериал, 1964) Cumbres borrascosas
- Три лица женщин (сериал, 1963) Tres caras de mujer
- Dile que la quiero (1963)
- Baila mi amor (1963)
- El charro Negro contra la banda de los cuervos (1963) … Don Ricardo Cabrera, comisario
- Марсела (сериал, 1962) Marcela
- …Qué hacer con mis hijos… (1962)
- Camino de la horca (1962) … Judge
- Los cinco halcones (1962) … Don Elías
- Всё чего стоит твой сын (1962) Cuanto vale tu hijo
- Los espadachines de la reina (1961) … Canciller
- Молодые люди (1961) Los jóvenes … Don Fernando, papá de Alicia
- Неграмотный (1961) El analfabeto … Don Fermín
- Ay Chabela…! (1961)
- Memorias de mi general (1961)
- Ellas también son rebeldes (1961) … Don Rafael Elizondo
- Во плоти (1961) En carne propia … Señor Noreña
- El torneo de la muerte (1960)
- Amor en la sombra (1960)
- Bala de Plata en el pueblo maldito (1960) … Hilario
- Пятнадцатилетняя (1960) Quinceañera … Ramón Jiménez, padre de Leonor
- Herencia trágica (1960)
- Las rosas del milagro (1960)
- Los tigres del ring (1960)
- Impaciencia del corazón (1960)
- Цена небес (сериал, 1959) El precio del cielo
- Кукарача (1959) La cucaracha … Gabriel Fuentes
- Dos fantasmas y una muchacha (1959) … Jefe de los bandidos
- El puma (1959) … Doctor Mezcales
- Sed de amor (1959) … Señor Cura
- Gutierritos (1959) … Señor Martínez
- Qué noche aquella (1959)
- Las señoritas Vivanco (1959) … Eleuterio Covarrubias
- El derecho a la vida (1959) … Jose
- Улыбка Мадонны (1958) La sonrisa de la Virgen … Cura
- El hombre que me gusta (1958) … Tio Roque
- Музыка всегда (1958) Música de siempre
- Ladrones de niños (1958)… Javier
- Музыка в ночи (1958) Música en la noche
- Cuatro copas (1958) … Felipe
- Дикари (1958) Los salvajes … Lencho
- Secuestro diabolico (1957)
- Здесь был Панчо Вилья (1957) Así era Pancho Villa … Coronel Triana
- Furias desatadas (1957)
- Под небом Мексики (1957) ¡Cielito lindo!
- Pepito as del volante (1957)
- La culta dama (1957) … don Pedro
- Cada hijo una cruz (1957) … Don José
- La dulce enemiga (1957)
- Bambalinas (1957)
- El ratón (1957) … Don Gilberto
- La mujer de dos caras (1957)
- Dos diablitos en apuros (1957) … Don Miguel
- Тайная любовница (1956) La escondida … Don Chente
- Жизненный путь (1956) El camino de la vida … Pedro Romero
- Mi canción eres tú (1956)
- Tres melodías de amor (1955)
- Cadena de mentiras (1955)
- Прелюбодейка (1955) La mujer ajena
- El seductor (1955) … Diputado Gómez
- Abajo el telón (1955) … Peralta
- Padre contra hijo (1955)
- Las engañadas (1955) … Andres
- Река и смерть (1955) El río y la muerte … don Anselmo
- ¡Que bravas son las costeñas!… (1955) … Señor cura
- María la Voz (1955) … Transito, Hermano de Andres
- El asesino X (1955) … Fiscal
- Un minuto de bondad (1954) … Estebán Sandor
- Chucho el Roto (1954) … Antonio Lebrija
- Los Fernández de Peralvillo (1954) … Señor Federico Osorio
- La entrega (1954) … Doctor Cespedes
- Иллюзия разъезжает в трамвае (1954) La ilusión viaja en tranvía … Don Manuel
- El valor de vivir (1954)
- La bestia magnifica (Lucha libre) (1953) … Benjamín Aguilar
- El bombero atómico (1952) … Marshall Fireman
- Женщина без любви (1952) Una mujer sin amor … Doctor
- Viajera (1952)
- От всей души (1952) Con todo el corazón
- Todos son mis hijos!… (1951) … Don Francisco
- Убейте меня, потому что я умру!!! (1951) ¡¡¡Mátenme porque me muero!!!
- Sentenciado a muerte (1951)
- Anillo de compromiso (1951) … Don Julio Álvarez
- Женская тюрьма (1951) Cárcel de mujeres … Doctor
- Menores de edad (1951) … Doctor José Quintero
- Las mujeres de mi general (1951) … Coronel Domingo Vargas
- Dicen que soy comunista (1951) … Macario Carrola
- La reina del mambo (1951)
- Casa de vecindad (1951) … El sultán
- Capitán de rurales (1951) … don Rodrigo, jefe politico
- Para que la cuna apriete (1950)
- Две девочки-сироты (1950) Las dos huerfanitas … don Alfonso
- Авантюристка (1950) Aventurera … El Rana
- La loca de la casa (1950)
- Sobre las olas (1950) … Juan de Dios
- Si me viera don Porfirio (1950)
- Confidencias de un ruletero (1949)
- Las puertas del presidio (1949) … Don Fernando Loja
- Есть место для… двоих (1949) Hay lugar para… dos … Don Axcana
- Carta Brava (1949)
- Волшебник (1949) El mago … Serafín
- Вы, богатые (1948) Ustedes, los ricos … Manuel de la Colina y Bárcena (El Mujeriego)
- Любитель петушиных боёв (1948) El gallero
- Возмездие (1948) Revancha … El Gillet
- Esquina, bajan…! (1948) … Axcaná González
- ¡Ya tengo a mi hijo! (1948) … Vecino
- Dos de la vida airada (1948) … Jacinto
- El nieto del Zorro (1948)
- Soy charro de Rancho Grande (1947) … Locutor
- Lágrimas de sangre (1946) … Alvaro
- Cuando quiere un mexicano (1944)
- Mis hijos (1944)
- Viejo nido (1944)
- La epopeya del camino (1942) … Enrique
- Иисус из Назарета (1942) Jesús de Nazareth … San Juan Bautista
- Noche de recién casados (1941)
- El milagro de Cristo (1941)
- Al son de la marimba (1941) … José María
- Крёстная Дьявола (1937) La madrina del diablo … Felipe
- Мучение (1937) La llaga

### В титрах не указан
- La soldadera (1967)
- La ley del más rápido (1959) … Doctor Mezcales
- La mujer que no tuvo infancia (1957) … Señor Juez
- Soy un golfo (1955) … don Lucas Barriga
- El supersabio (1948) … Reportero
- Mujer (1947) … в титрах не указан
- El ropavejero (1947) … Empleado de tienda

### Камео
- Así éra Pedro Infante (1963)